# 자이에스앤디
자이에스앤디 주식회사(Xi S&D Inc.)는 대한민국의 공사수행, 부동산관리 기업이자 GS건설 계열사이다. 본사는 서울특별시 중구 필동 퇴계로 173에 위치해 있으며 대표이사는 구본삼이다.
자이씨앤에이를 2022년에 인수하였으며
2023년 시공능력평가 순위에서 64위를 차지하였다.

2019년 11월 6일 한국투자증권을 주관사로 공모가 5,200원에 유가증권시장에 상장하였다.

## 같이 보기
- GS건설

## 참고문헌
1. ↑  이니마에 가려진 '자이S&D' 실상은…GS건설 '호위무사', 뉴데일리, 2023-07-05
2. ↑  자이에스앤디, '부채비율 96%' 재무도 안정…'선별 수주'로 수익성 확보 총력, 미디어펜, 2025-04-14
3. ↑  김민수, 2023 시공능력평가 대약진 자이에스앤디, 대한경제, 2023-09-01